# プラウィット・ウォンスワン
プラウィット・ウォンスワン（タイ語: ประวิตร วงษ์สุวรรณ, ラテン文字転写: Prawit Wongsuwaan、1945年8月11日 -）は、タイ王国の軍人（陸軍大将）、政治家。タイでは、愛称であるポム(タイ語：ป้อม)や、ポムおじさん(タイ語：ลุงป้อม、ルン・ポム)と呼ばれることが多い。

## 経歴
1945年8月11日、当時県(チャンワット)の地位であったプラナコーン県(現在のプラナコーン区)にて、プラサート・ウォンスワン少将とサイサニー夫人との間に生まれた。
1962年聖ガブリエル大学卒業、1965年タイ王国士官学校予科卒業。1969年チュラチョームクラオ陸軍士官学校卒業。1997年陸軍司令部・参謀大学、王立防衛大学校卒業。
軍属中は東部地域第1軍地域に所属し、歩兵第21連隊国王親衛隊(別名「東部の虎部隊」)の上級将校として軍人生活を送った。この軍人生活によって、後輩であるプラユット・チャンオチャとも出会っている。
2008年、アピシット・ウェーチャチーワ内閣の発足に伴い国防大臣に就任する。翌年には首相令98/2009号に基づいて緊急事態解決局長顧問に任命される。
2010年の年末、反独裁民主戦線(UDD)の赤シャツ隊によるデモの鎮圧に伴う警備活動がタイ国民の目に留まり、「ポム・タルッパーウ」と呼ばれた。
この時期、彼は民兵組織の統率力や指導力から「ピーヤイ」と呼ばれ始め、その言葉の通り、プラユットの軍事的指導に当たり、彼の昇進を助けたことからこの時期より彼らの関係は強固なものとなった。
2014年、プラユット率いるNCPOによるクーデター発生後、NCPOの諮問委員長に任命され、さらに副首相、国防大臣も兼任しながら50以上の政治委員会の委員長も務めた。
2020年、国民国家の力党(PPRP)の年次総会において、党第2代党首に選出され、プラウィットによる親軍的党体制が発足した。
2022年、プラユットの首相任期問題において、憲法裁判所からの首相職一時停止の命令に従い、プラユットは8月から10月までの1ヶ月の間、副首相であったプラウィットに首相代理を委任した。
同年の後半、それまで親軍派の第一党として確固たる政権与党としての存在力を確立していたPPRP党内において、これからの政治的方向性についてプラユットの間で対立が生じた。プラユットはPPRPでの政治生命は保証できないと判断すると、翌年1月にPPRPを離党、親プラユット派のタイ団結国家建設党に入党。これにPPRPやプラウィットはより民主的なイメージを自身らに定着させる活動を行った。
5月の総選挙に伴い下野。大きく議席を削られたものの、政治生命に終止符を打ったプラユットと違い、党首や議員の地位は維持し続けている。

## スキャンダル・疑惑

### 高級時計などの資産未開示疑惑
2018年、自身のFacebookや公式の場で、国家汚職追放委員会(NACC)に申告していないとされる高級腕時計25個以上、総額約120億円の資産が未申告の状態で所持している状態だとして疑惑が浮上し、プラウィット自身は友人の借り物であり申告の必要性はないとして疑惑の火消しに忙殺された。NACCは時計の持ち主に事情を聴いており、事態は沈静化したが、彼のイメージに大きく傷跡が残る結果となった。

### 2018年プーケット船沈没事故に対する失言
2018年、プーケットで起きた船の沈没事故について、「中国人観光客を連れてきたのは中国人。観光客の話だ。自分自身を沈めたんだ。彼は命令に背き、従わなかった。どうすれば信頼を勝ち取れる？」と発言。これに中国政府や国内外の世論はプラウィットを強く非難し、謝罪に追い込まれるなど事態が悪化。彼の行為は友好的であった泰中関係をさらに悪化させた。

### ケニアホテル襲撃事件に対する失言
2019年に起きたケニアホテル襲撃事件について、「武装勢力(アル・シャバブ)が襲撃した理由の一つとして、ホテルの料理のおいしさに起因すると思う。」と発言。これに国内外で一閣僚として発言してもよいのかなどという困惑や指摘の声が上がり、海外メディアの多くは唖然の声を発した。

## 栄典

### タイの栄典
- 1950年 - ラーマ9世戴冠メダル
- 2008年 - 第一級ボーイスカウト勲章
- 1983年 - チャクラ・マーラーメダル
- 1974年 - 国境警備勲章
- 1982年 - 第一級解放奴隷防衛勲章
- 1973年 - ベトナム戦勝メダル(炎装飾)
- 2005年 - チュラチョームクラーオ勲章勲三特等グランド・コンパニオン
- 2000年 - タイ王冠勲章勲特等ナイト・グランド・コルドン
- 2003年 - 白象勲章勲特等ナイト・グランド・コルドン

### 海外の栄典
- シンガポール : 2005年 - ピンガット・ジャサ・ゲミラン(テンテラ)コイン
- ラオス : 2010年 - チャイ・ミートラパープメダル
- アメリカ合衆国 : 不明 - 陸軍表敬メダル
- ベトナム共和国 : 不明 - シルバーアクションユニット・ツァイヒェン
                                不明 - 対ベトナム活動コイン